# Julia Margaret Cameronová

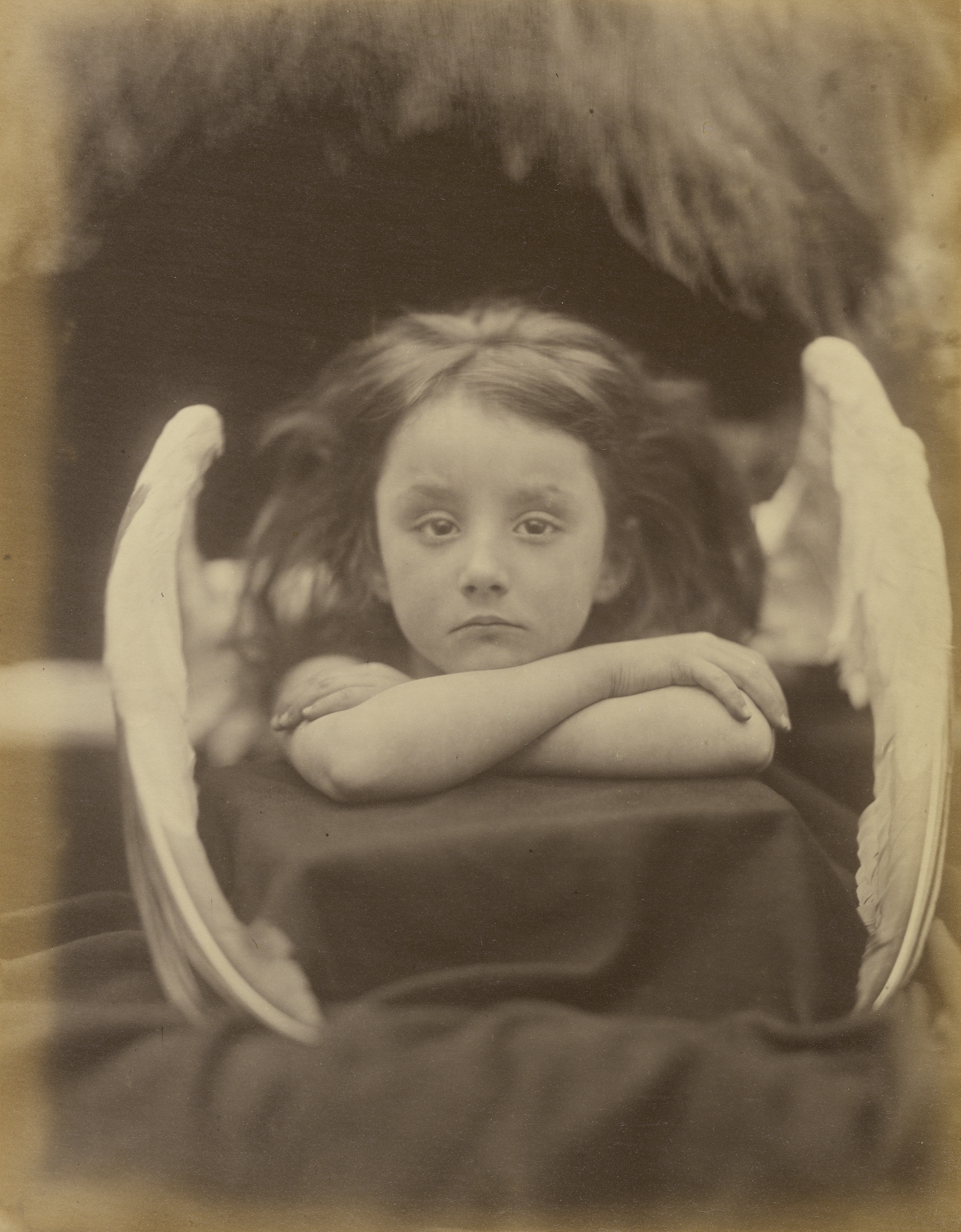
Julia Margaret Cameronová: Čekám, albuminový tisk 327 × 254mm, 1872

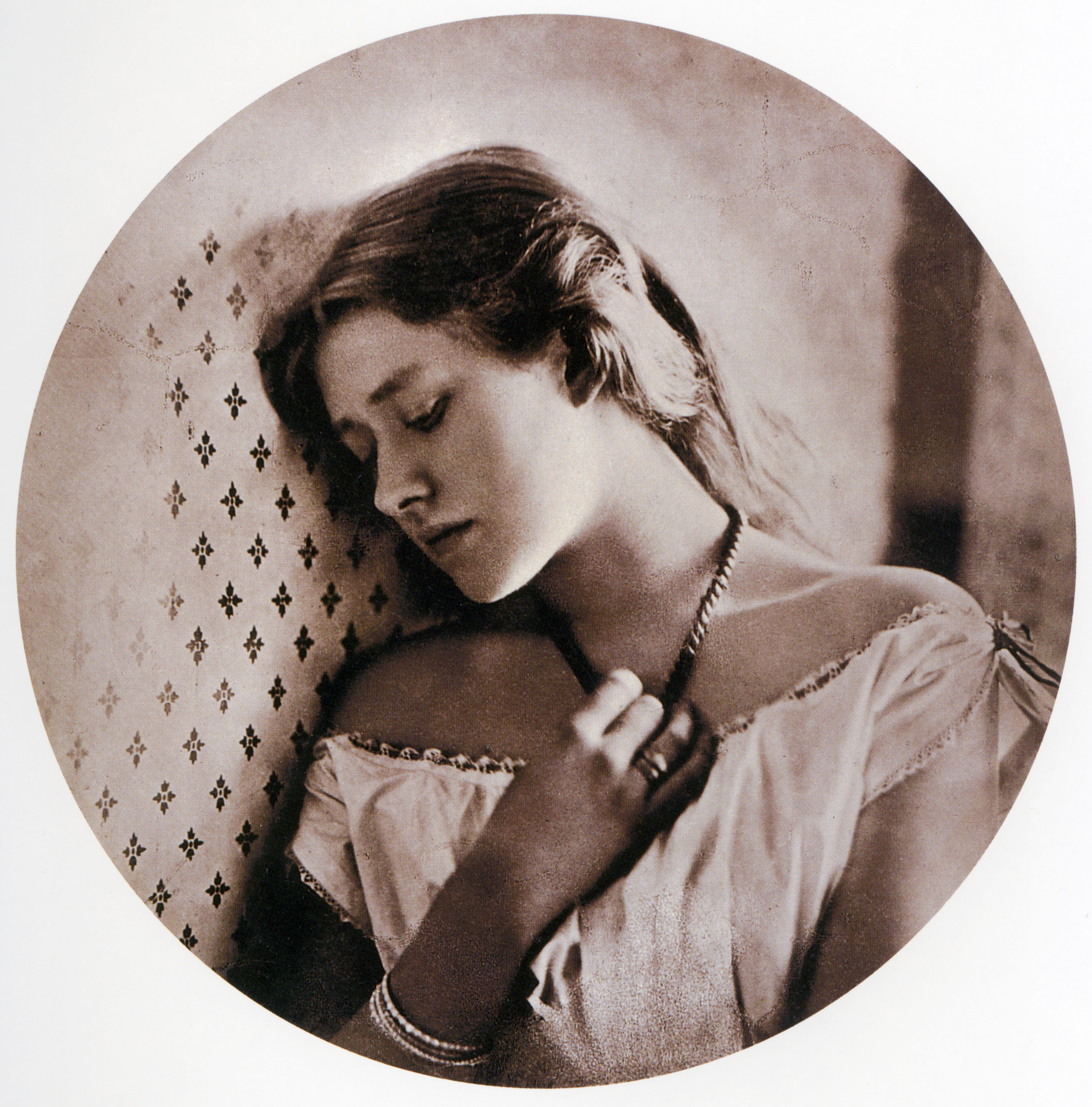
Julia Margaret Cameronová: Ellen Terry, 1864

Julia Margaret Cameronová (Julia Margaret Cameron, rozená Pattle 11. června 1815 Kalkata – 26. ledna 1879 Kalutara, Cejlon) byla britská fotografka. Byla známá svými portrétními snímky celebrit, mytologickými výjevy, křesťanskými postavami a portréty ve stylu viktoriánské doby krále Artuše.
Fotografická kariéra Cameronové byla krátká, jedenáct let jejího života (1864–1875). Fotografovat začala v poměrně pozdním věku, 48 let, kdy dostala fotografickou kameru jako dar. Její styl nebyl ve své době široce oceňován: používala měkkou ostrost a zacházela s fotografií jako s uměním více než podle technických parametrů, manipulace s mokrým kolodiem způsobila, že její díla byla považována za „neuspořádaná“, „chybná“ a špatné fotografie. Více uznání nacházela u prerafaelitů než mezi fotografy. Její práce ovlivnila moderní fotografy, zejména její natěsno oříznuté portréty. Ve svém domě Dimbola Lodge na jihoanglickém ostrově Wight si zařídila fotografický ateliér, který se dochoval a je otevřen veřejnosti.

## Životopis
Narodila se jako Julia Margaret Pattle 11. června 1815 v Kalkatě v Britské Indii jako čtvrté z deseti dětí do rodiny z vyšší střední vrstvy. Její otec James Peter Pattle pracoval jako obchodník v Britské Východoindické společnosti, matka byla francouzská aristokratka, jmenovala se Adeline Maria de l’Etang a její dědeček býval členem osobní stráže francouzského krále Ludvíka XVI.. Margaret prožila dětství ve Versailles u své francouzské babičky, tam získala také vzdělání. V 19 letech se roku 1834 vrátila do Indie. Roku 1836 poznala při cestě do jižní Afriky na Mysu Dobré naděje o dvacet let staršího muže, Charlese Haye Camerona, právníka a bohatého majitele čajových plantáží, za něhož se v únoru roku 1838 provdala. Vychovala s ním šest dětí, nejmladší syn Henry Herschel Hay Cameron (1852–1911) také fotografoval a mimo jiné portrétoval svou matku a sourozence.
Po manželově penzionování se Julie Margaret s rodinou vrátila do Anglie a usadili se nejprve v londýnské čtvrti Kensington. Zde po oslavě 48. narozenin začala fotografická kariéra Julie Cameronové, když od dcery darem dostala fotoaparát.
Kariéra byla krátká, ale velmi intenzivní, trvala posledních dvanáct let jejího života a vytvořila přes 900 snímků.
Její práce měla obrovský dopad na vývoj moderní fotografie, zejména její pečlivě komponované portréty, které jsou umělci dosud napodobovány. Spolu s Oscarem Gustavem Rejlanderem a Henry Peach Robinsonem byli představiteli anglického piktorialismu. Cameronová používala při fotografování portrétů objektivy s měkkou kresbou. Julia Cameronová byla jednou z nejoriginálnějších fotografek 19. století. Zemřela 26. ledna 1879 na Cejlonu. Její britský dům Dimbola Lodge na ostrově Wight stále ještě stojí a je přístupný pro návštěvníky.[zdroj?]

## Dílo
| „                                              | Začala jsem bez sebemenší znalosti tohoto umění. Nevěděla jsem, jak postavit kameru, jak zaostřit, a svůj první obrázek jsem zkazila tím, že jsem otřela skleněnou desku rukama... Můj muž sledoval vznik každé mé fotografie od začátku do konce a patřilo k mým každodenním radostem utíkat za ním vždy s každou novou deskou, poznamenanou mým nejčerstvějším úsilím a poslouchat jeho nadšené chvalozpěvy. Tento zvyk vbíhat do pokojů s mokrými obrázky zanechával všude takové následky, že bych byla z každé méně shovívavé domácnosti určitě dávno vykázána. | “ |
| — Julia Margaret Cameronová, 60. léta 19. stol | |   |

V roce 1863, kdy Cameronová k 48. narozeninám dostala od dcery fotoaparát jako dárek, začala svou kariéru fotografky. Inspirovala se tehdy populárními tableaux vivants , živými obrazy z divadelních scén. Do roka se stala Cameronová členem Fotografické společnosti v Londýně a ve Skotsku. Byla také členem Kensingtonské umělecké společnosti, do které patřili mimo jiné malíř G. F. Watts a básníci Henry Taylor a spisovatel Alfred, lord Tennyson. Ve své fotografii usilovala o zachycení krásy. Napsala: „Toužila jsem zachytit celou tu krásu, která se přede mnou odehrávala a má touha byla konečně splněna.“
Sestra Cameronové působila na umělecké scéně v Little Holland House, což jí umožňovalo portrétovat mnoho slavných osobností. Byli mezi nimi například Charles Darwin, Alfred Lord Tennyson, Robert Browning, John Everett Millais, William Michael Rossetti, Edward Burne-Jones, Ellen Terry a George Frederic Watts. Většina jejích portrétů je oříznuta těsně kolem hlavy a tváře a jsou jemně zaostřeny. Cameronová se s těmito celebritami viktoriánské doby často přátelila a snažila se ve svých dílech zachytit kouzlo a půvab jejich osobnosti, prchavý okamžik, nedbalý zevnějek.. Jedním z cílů Julie Cameronové bylo pozvednout fotografování na vyšší uměleckou úroveň. Nepatřila mezi nejlépe technicky zdatné fotografy. Některé z jejích fotografií nesly stopy prachových částeček, jiné byly vybledlé, často neostré, protože používala velmi dlouhé expozice. Její portréty v sobě nesou mimořádnou míru vitality, kterou bychom u mnohých jiných fotografů těžko hledali. Technická nedokonalost zapadala do koncepce piktorialismu.
| „             | „Nikdo zatím nezachytil paprsky slunce a nevyužil je tak jako Vy. Vrhám se k Vašim nohám.“ | “ |
| — Victor Hugo |                                                                                            |   |

David Wilkie Wynfield (1837 – 1887) se o fotografii začal zajímat v 60. letech. Vyvinul vlastní portrétní techniku „mělkého zaostření“ (shallow-focus, s malou hloubkou ostrosti), kterou předal Julii Margaret Cameronové, která jej později uznala jako hlavního ovlivnitele vlastní tvorby. Napsala, že „za své počiny a v podstatě celý můj úspěch vděčím dojmům získaným z jeho překrásných fotografií“. Mnoho Wynfieldových fotografií zobrazuje členy spolku St. John's Wood Clique a jejich přátele v kostýmech. Kombinace měkkého kresby a jemného ostření, velký detail, velkoformátový tisk a historické kostýmy vytvořila fotografický styl, který byl v té době zcela originální. Wynfield se pokoušel napodobovat malířské efekty starých mistrů, jako byl například Tizian, s použitím nového média.
Současnicí Cameronové byla fotografka vikomtesa Clementina Hawarden, která podobně jako Cameronová začala fotografovat v pokročilém věku – ve svých 40 letech.

## Zastoupení ve sbírkách
Její fotografie jsou také součástí sbírky Fotografis, která byla představena na začátku roku 2009 v Praze.
- Art Institute of Chicago, Chicago, Illinois, USA[15]
- J. Paul Getty Museum v Malibu, Kalifornie
- Victoria and Albert Museum v Londýně
- National Portrait Gallery v Londýně

## Galerie

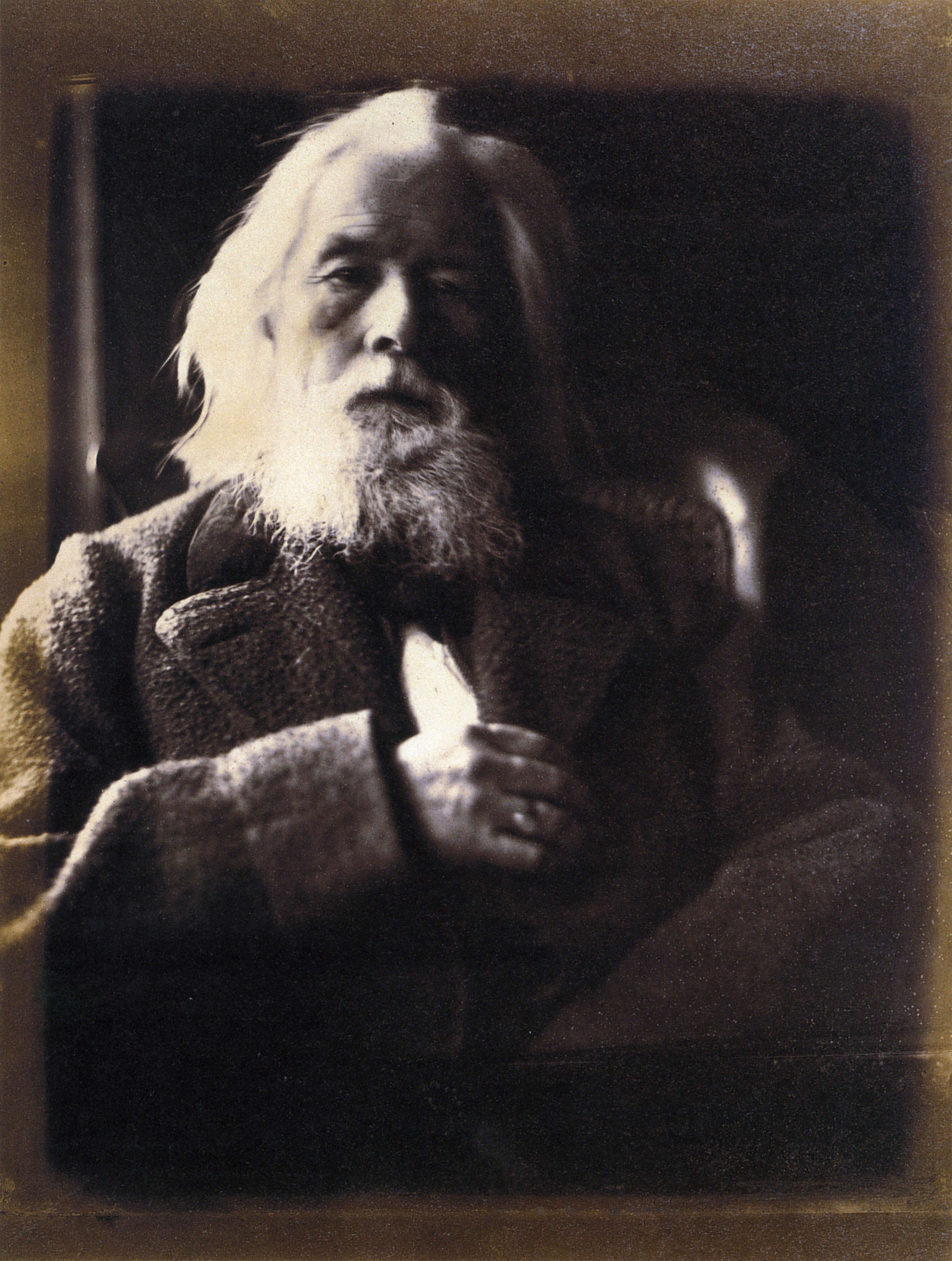
Charles Hay Cameron (manžel), albuminový tisk, 1864, 291 x 223 mm
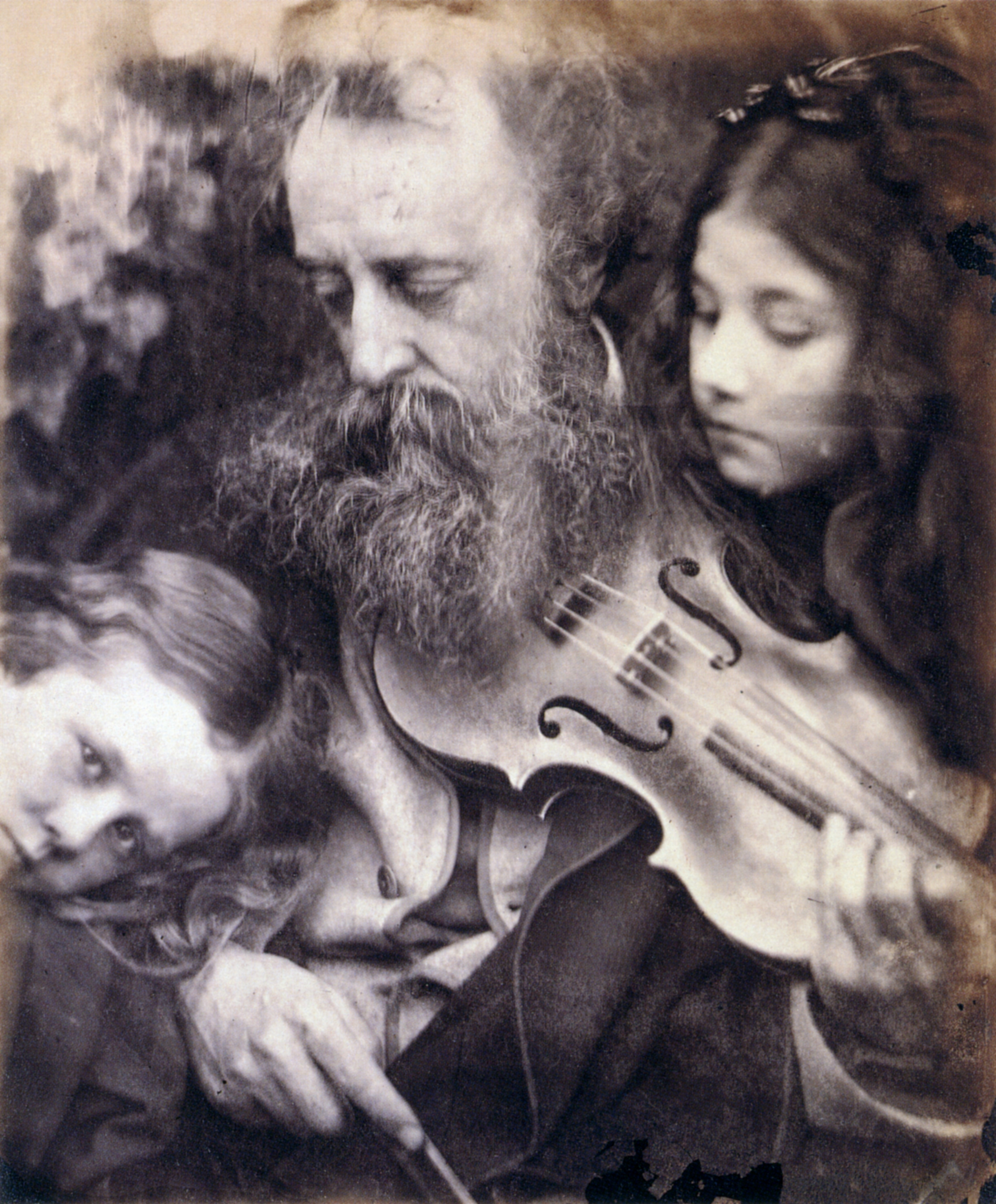
Šeptání múzy, platinotisk, 1865
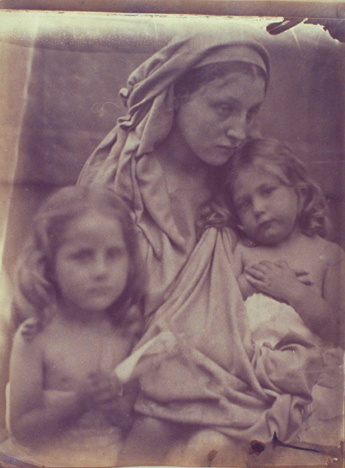
Láska, albuminový tisk 29.0 x 21.9 cm, 1864
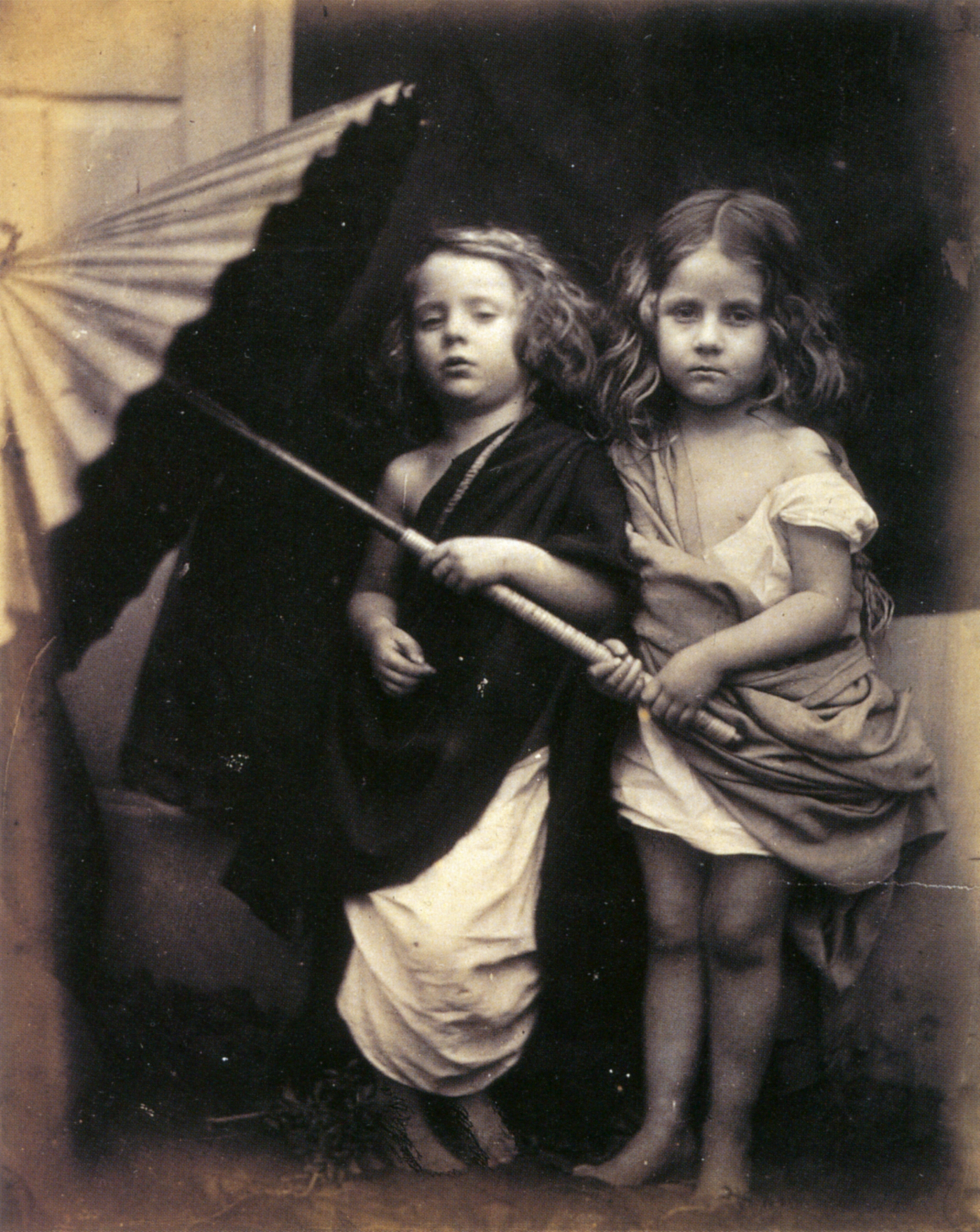
Paul a Virginia, albuminový tisk, 1864
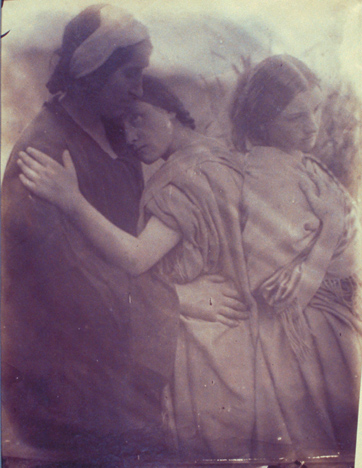
Tři ženy, albuminový tisk 29.3 x 22.2 cm, 1864
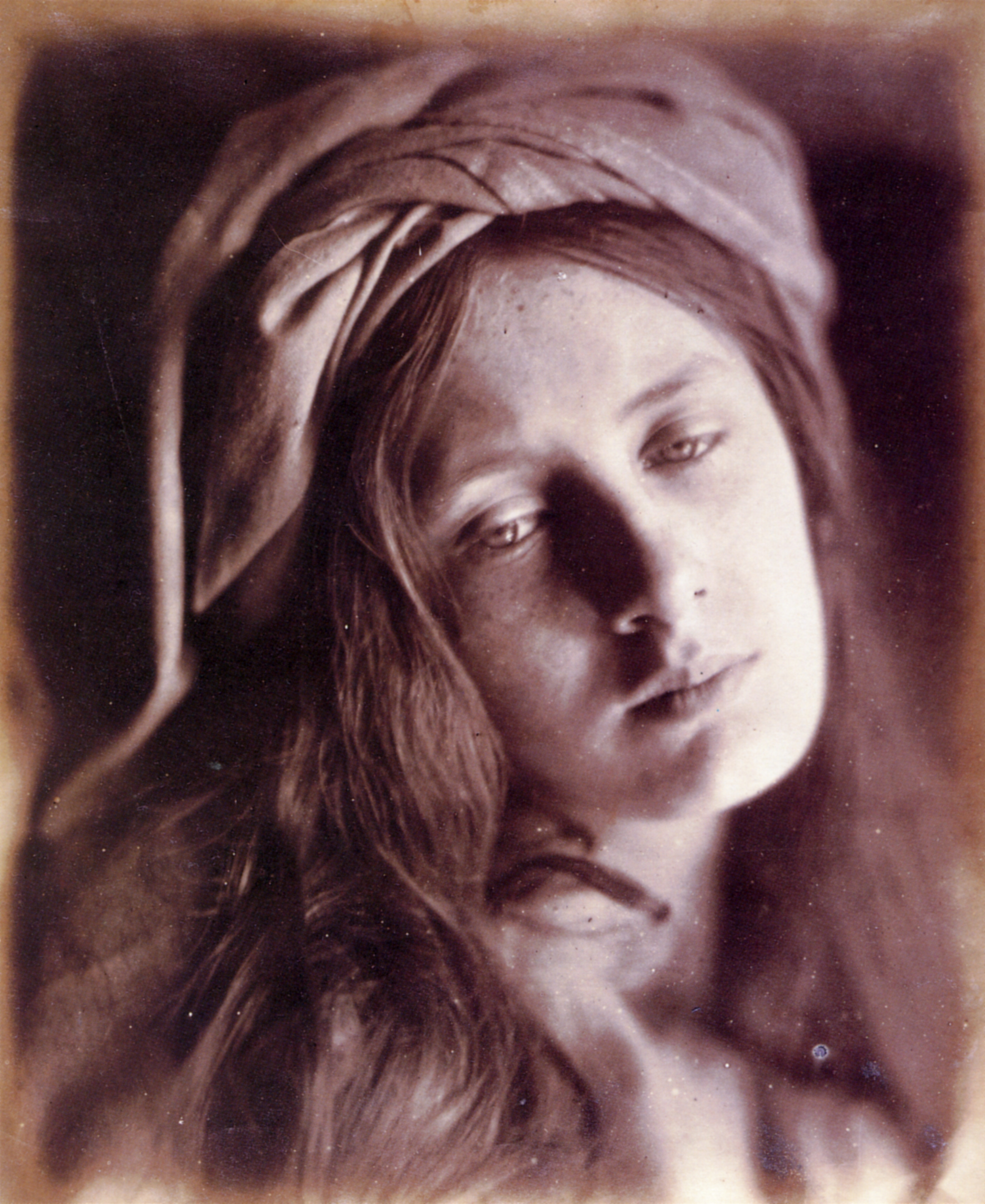
Studie Beatrice Cenciové
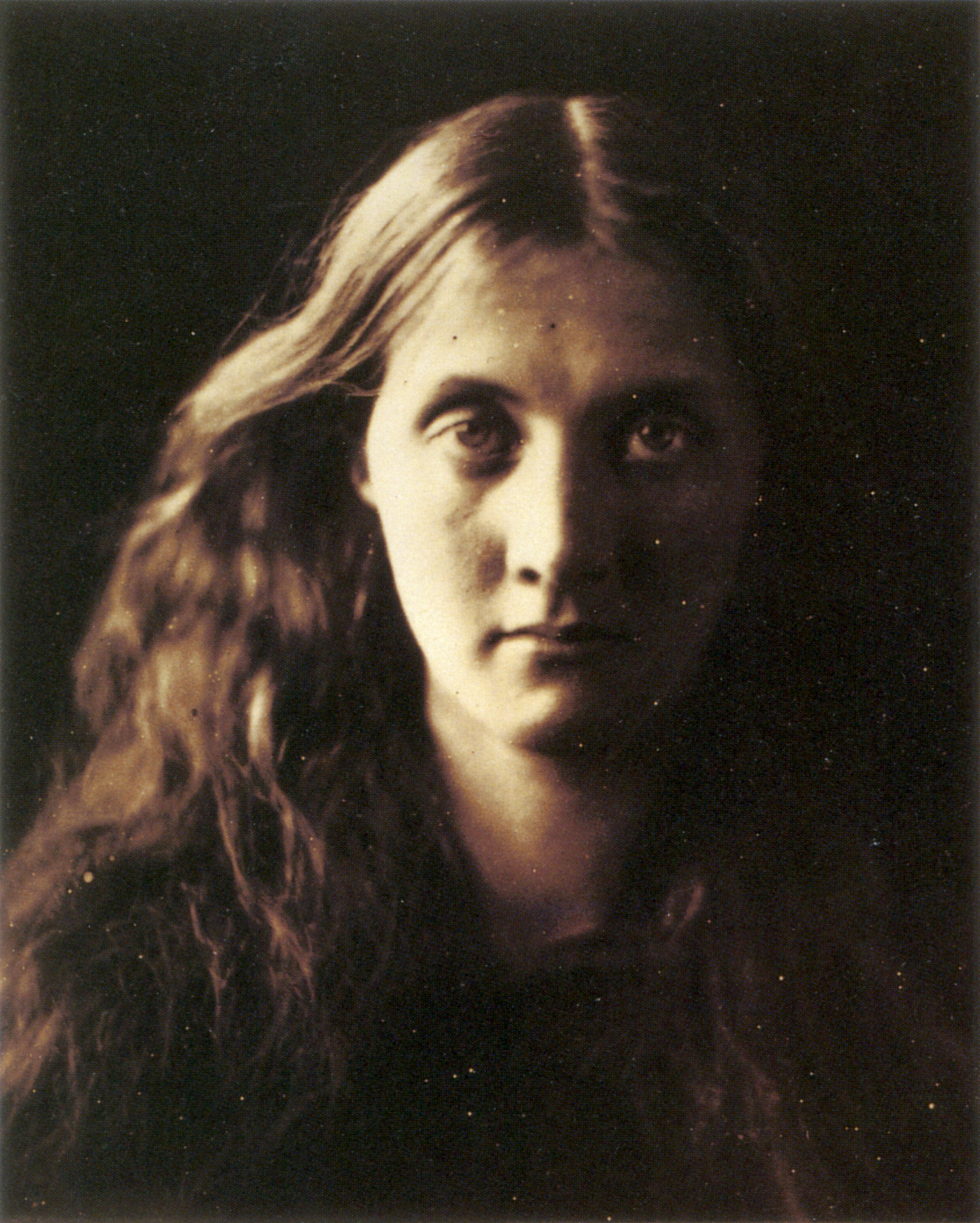
Má neteř Julia, portrét Julie Duckworthové, rozené Jacksonové, albuminový tisk, 253 x 201 mm
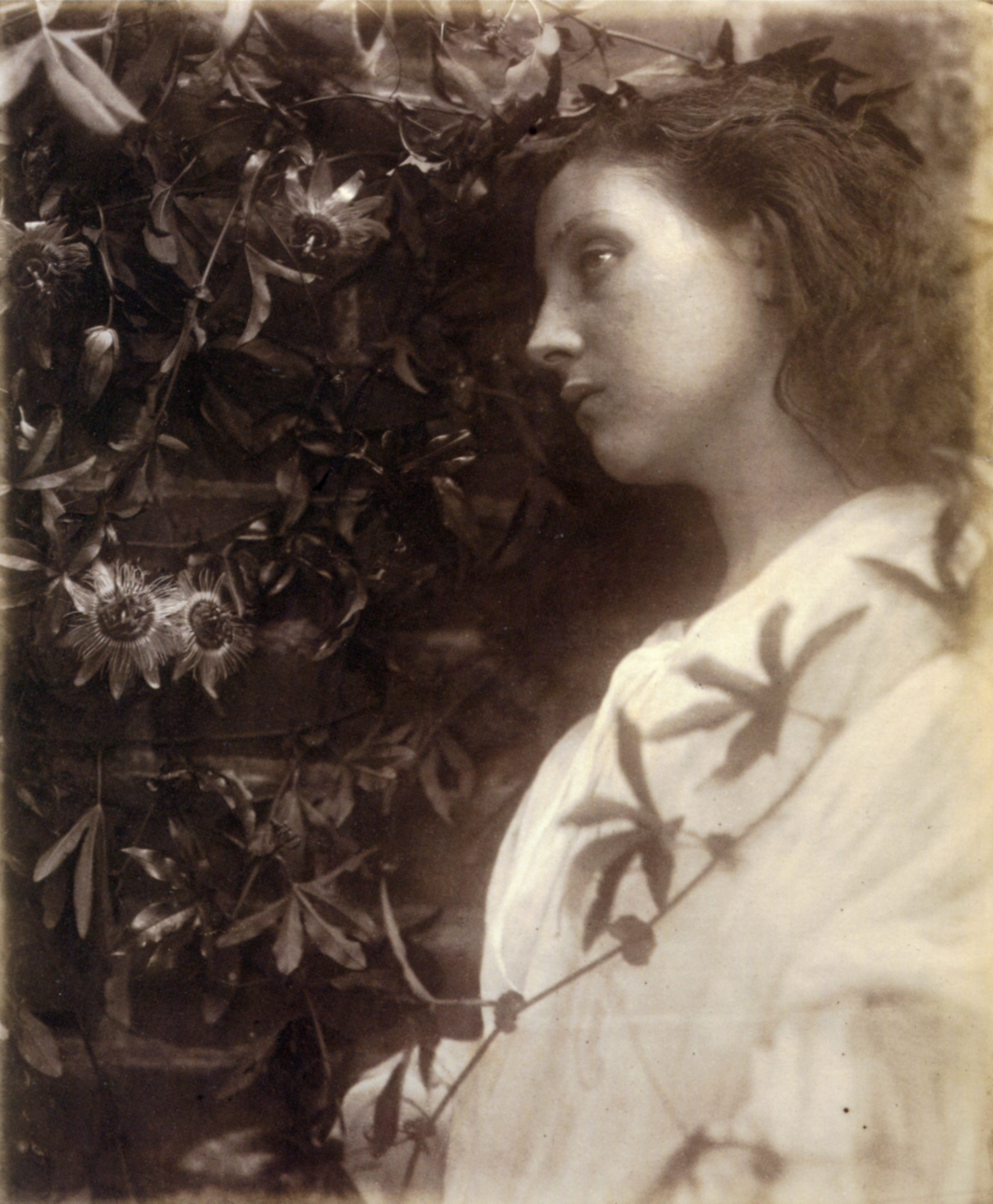
Maud – the Passion flower at the Gate, albuminový tisk 32.4 x 27.1 cm, 1875
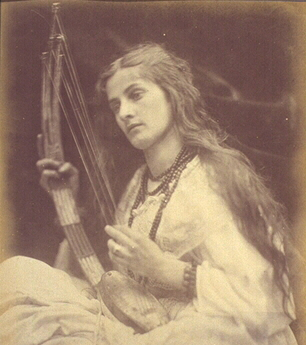
O hark, O hear... (Princezna), albuminový tisk 34.4 x 28.3 cm, asi 1875
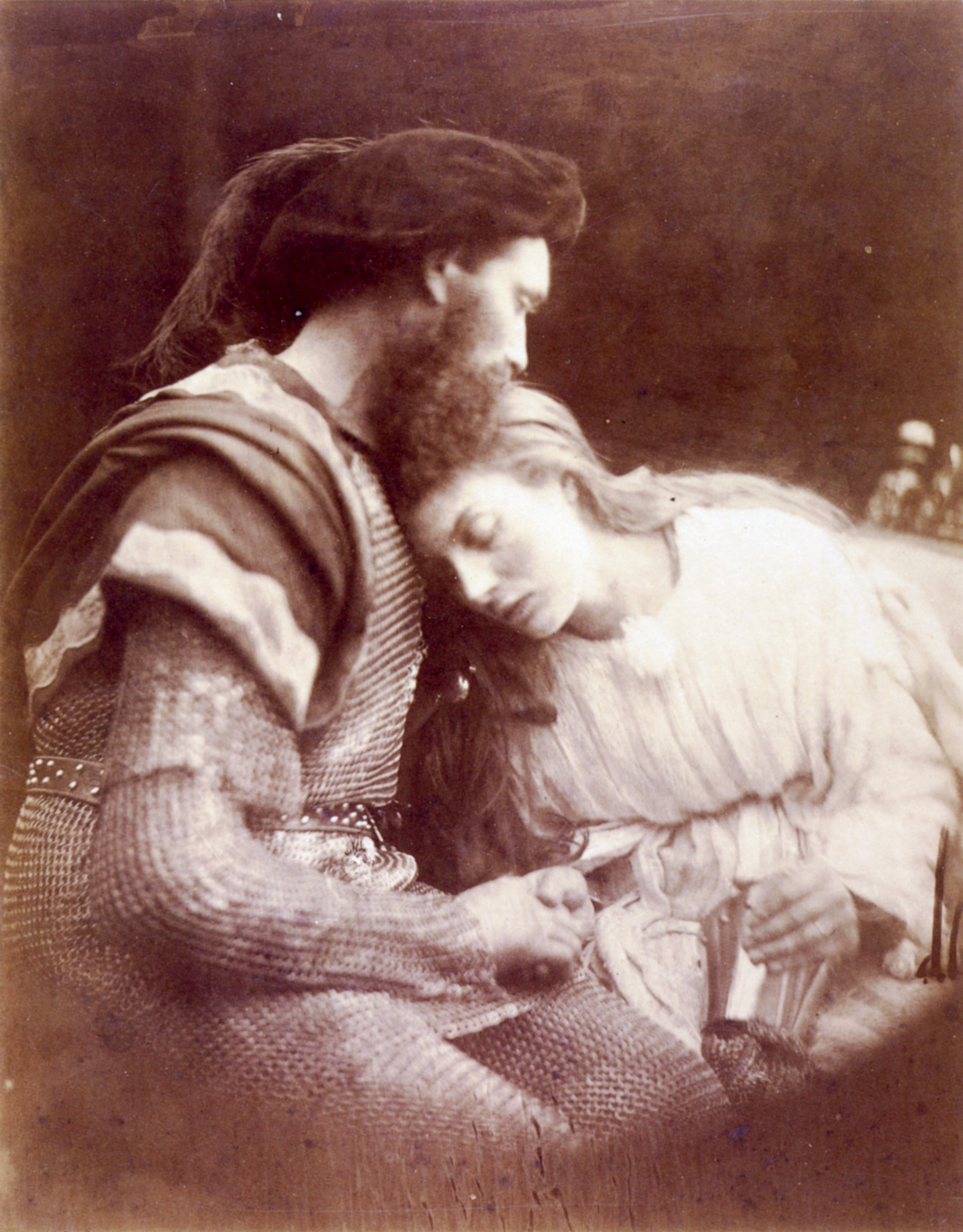
Loučení sira Lancelota a královny Guinevry (1874), albuminový tisk 34.8 x 28.6 cm
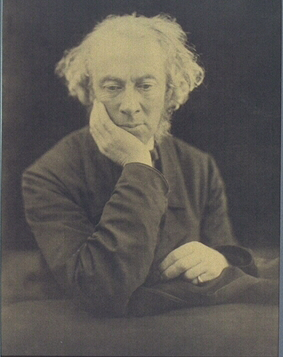
Aubrey de Vere (1868), albuminový tisk 27.0 x 21.1 cm
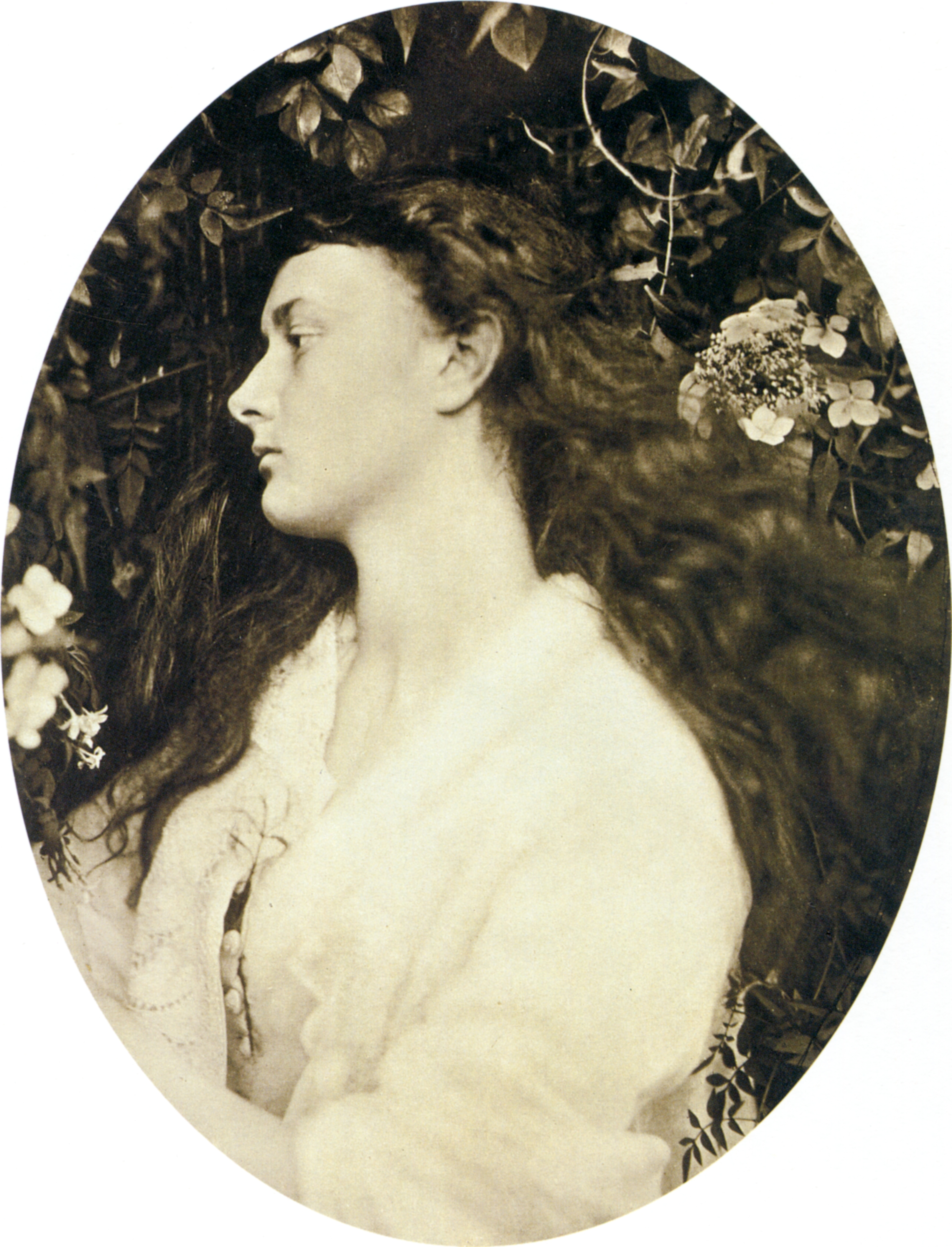
Alice Liddellová jako Alethea, 1872

## Julia Margaret Cameronová pohledem jiných umělců
Existuje asi sedm známých portrétů Julie Margarety Cameronové. Nejlepší příklady jsou ve sbírce National Portrait Gallery v Londýně.

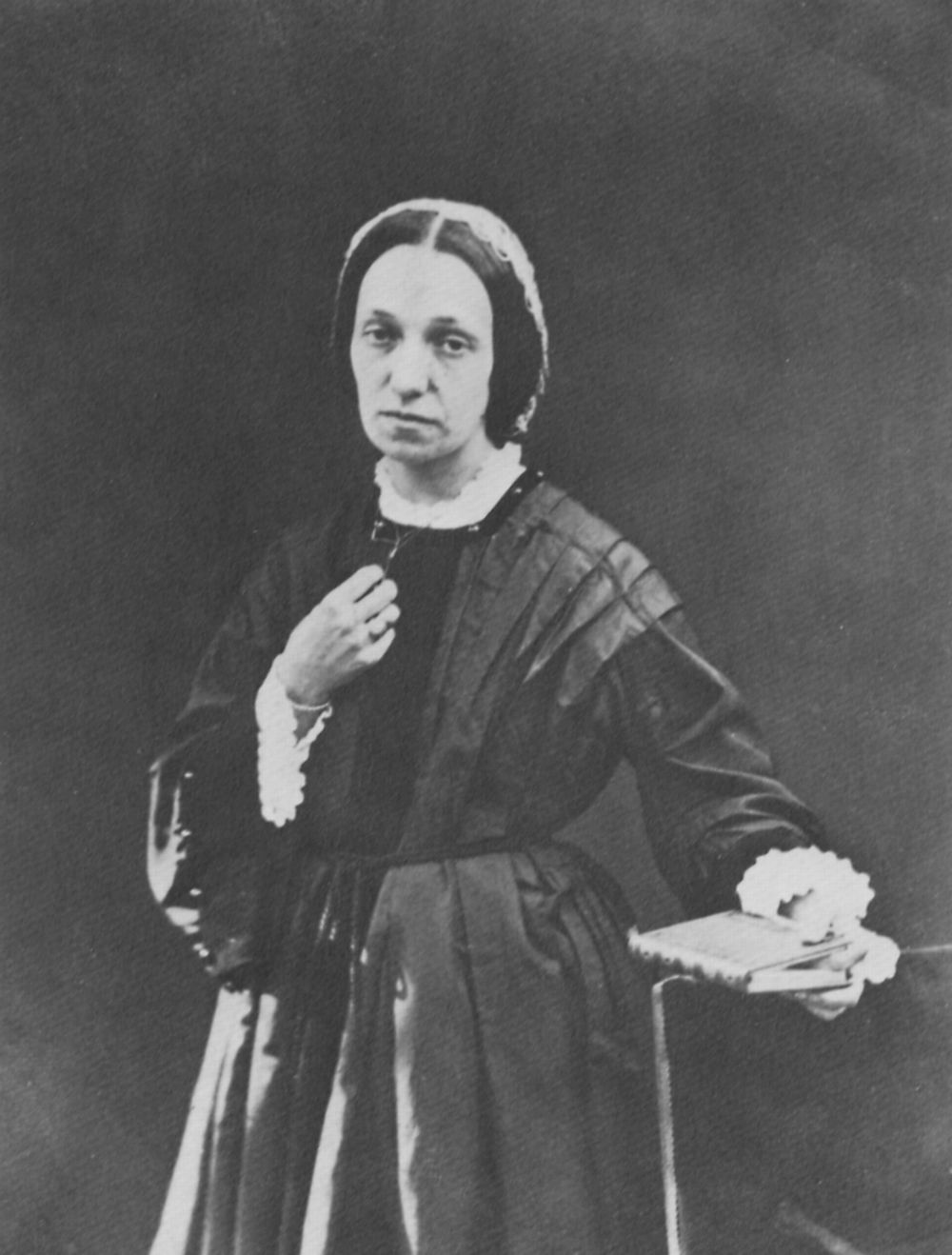
Charles Somers-Cocks, asi 1860
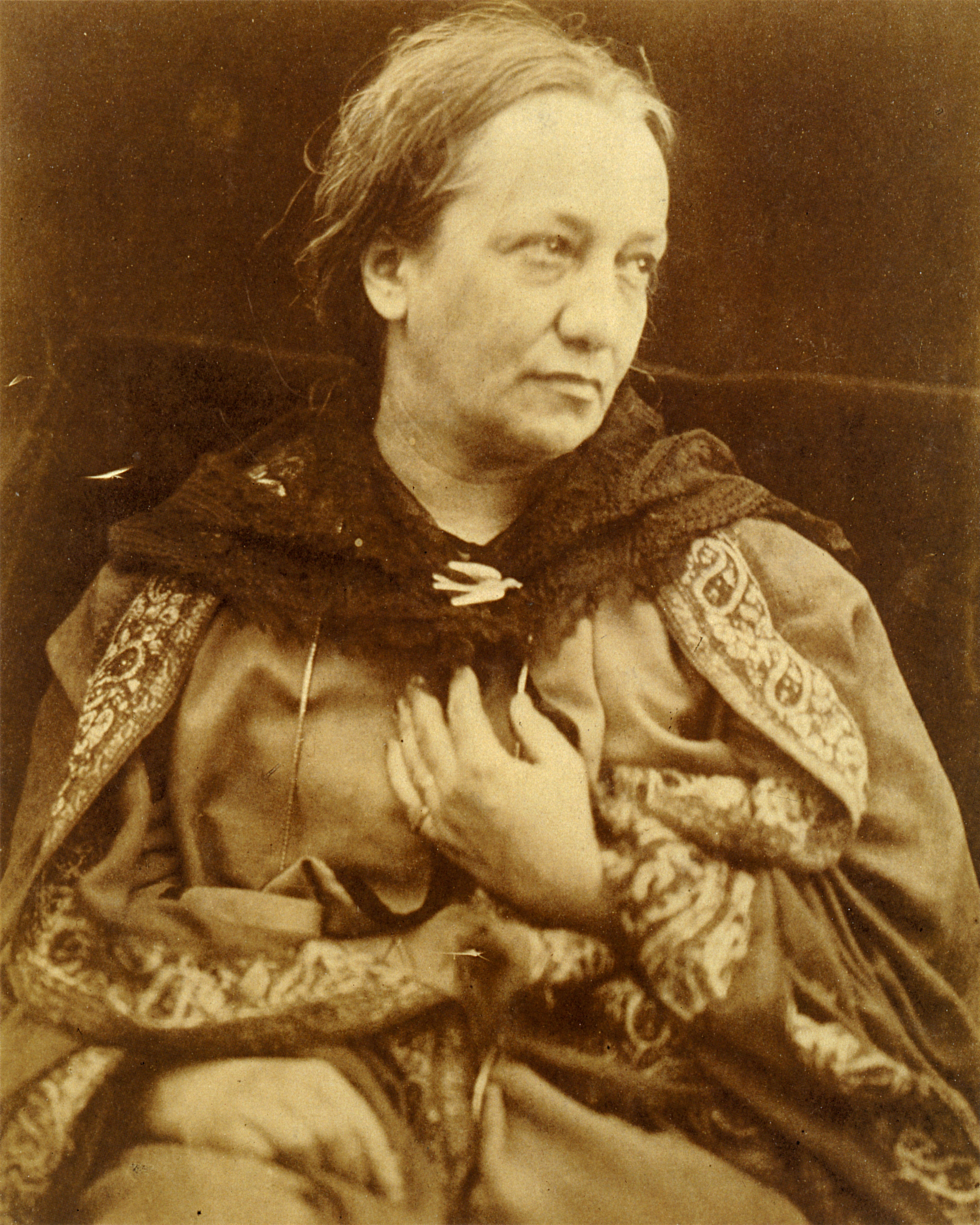
Henry Herschel Hay Cameron, 1870
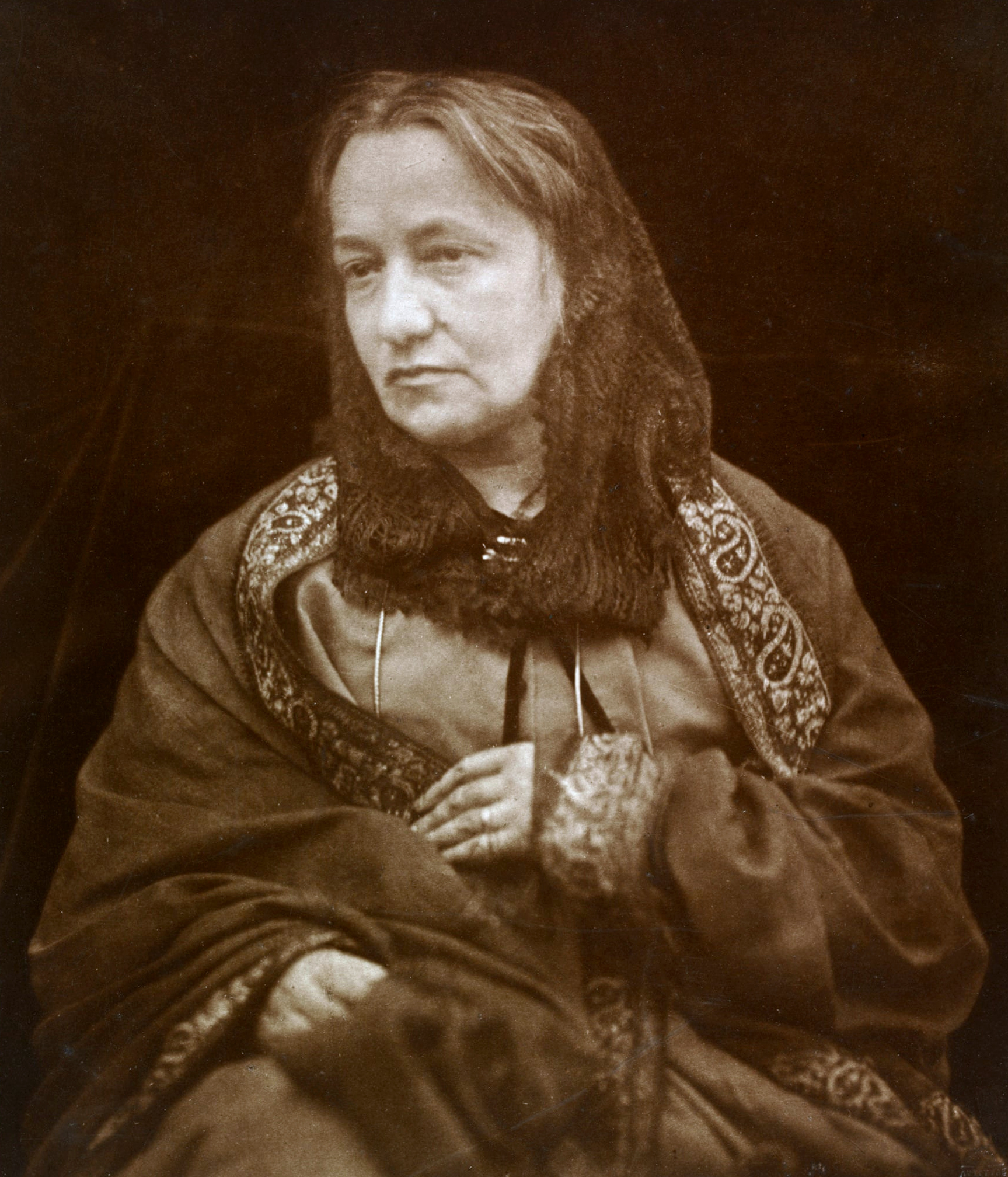
Henry Herschel Hay Cameron, 1870
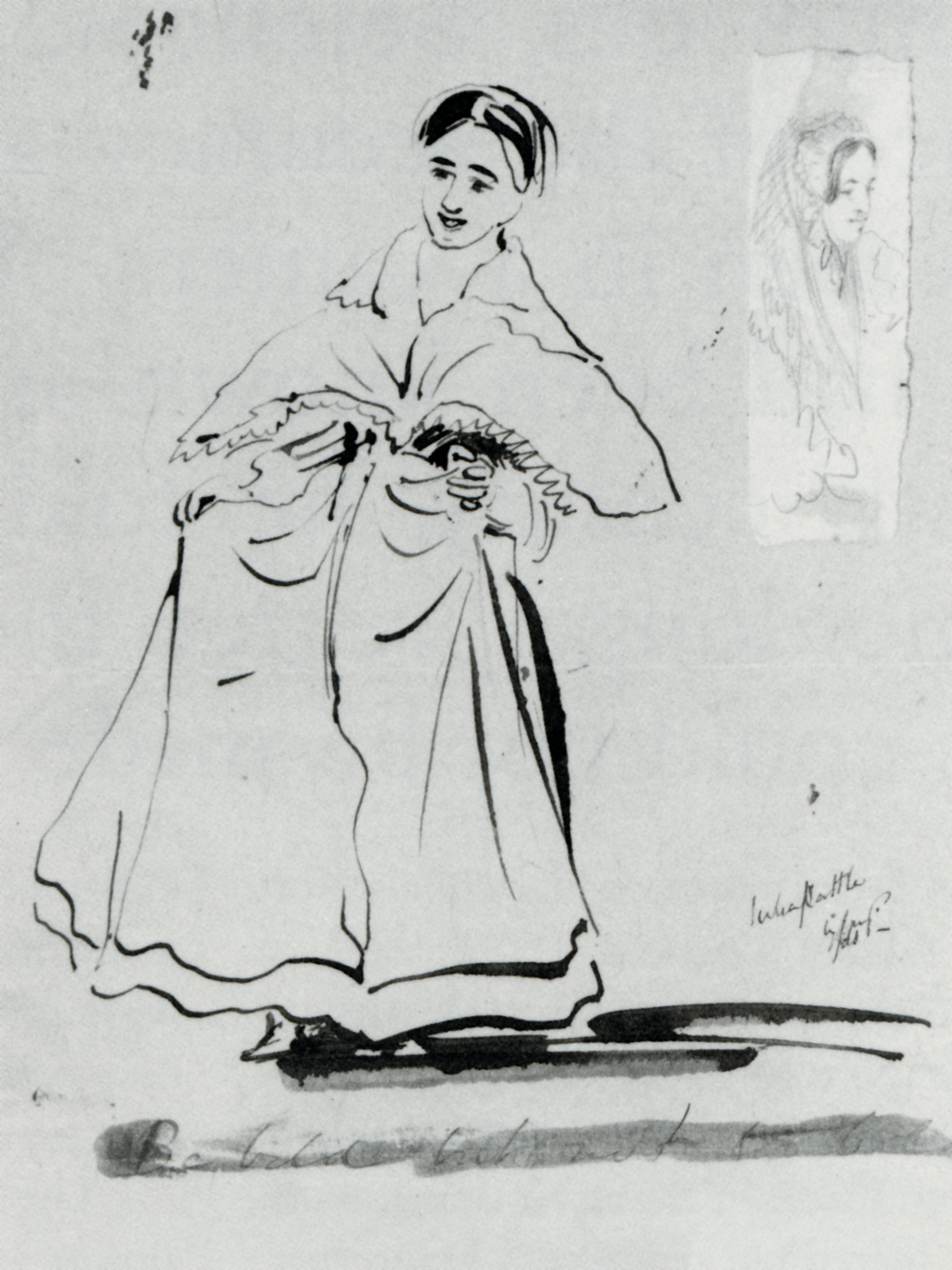
James Prinsep, neznámé datum